# Ітешево
Іте́шево (рос. Итешево, удм. Итэш) — присілок в Малопургинському районі Удмуртії, Росія.
Урбаноніми:
- вулиці — Азіна, Південна, Садова, Центральна, Шкільна
- провулки — Західний, Північний, Східний

## Населення
Населення — 423 особи (2010; 363 в 2002).
Національний склад станом на 2002 рік:
- удмурти — 99 %